# José Fernandes Pinto Alpoim
José Fernandes Pinto Alpoim (Viana do Castelo, 14 de julio de 1700 - Río de Janeiro, 1765) fue un militar portugués y uno de los principales arquitectos del siglo XVIII en el Brasil Colonial, particularmente en Río de Janeiro.